# Samuel Palmblad
Samuel Palmblad, född 23 oktober 1975 i Ljungarums församling i Jönköpings kommun, är en svensk byggnadsantikvarie.